# Crocodil
Crocodilii (subfamilia Crocodylinae), sau, sunt o subfamilie de reptile mari acvatice, care trăiesc la tropice în Africa, Asia, America de Nord, America de Sud și Australia. Corpul crocodilului este acoperit cu plăci osoase, iar sistemul de circulație a păstrat unele caractere comune cu păsările. Animalele de azi trăiesc pe malurile apelor curgătoare sau ale lacurilor din regiunile calde tropicale sau subtropicale. Unele specii de crocodili mai pot fi întâlnite în apa sărată a mărilor din jurul unor insule. Crocodilii sunt buni înotători, iar când vânează stau ascunși sub apă până la nivelul ochilor și nărilor. Atunci când prada se apropie destul de mult, crocodilul o atacă fulgerător, țintuind-o sub apă până când aceasta se îneacă, apoi devorând-o.
Cel mai mare crocodil ținut vreodată în captivitate este un hibrid estuarino–siamez numit Yai (în thailandeză ใหญ่ însemnând „mare”) (născut pe 10 iunie 1972) la Samutprakarn Crocodile Farm and Zoo, Thailanda. Acest animal măsura 6 m în lungime și avea o greutate de 1114,27 kg.
Cel mai lung crocodil capturat vreodată viu este Lolong, care măsura 6,17 m în lungime și cântărea 1075 kg. Acest crocodil a fost capturat de o echipă de la National Geographic în Provincia Agusan del Sur, Filipine.

## Caracteristici

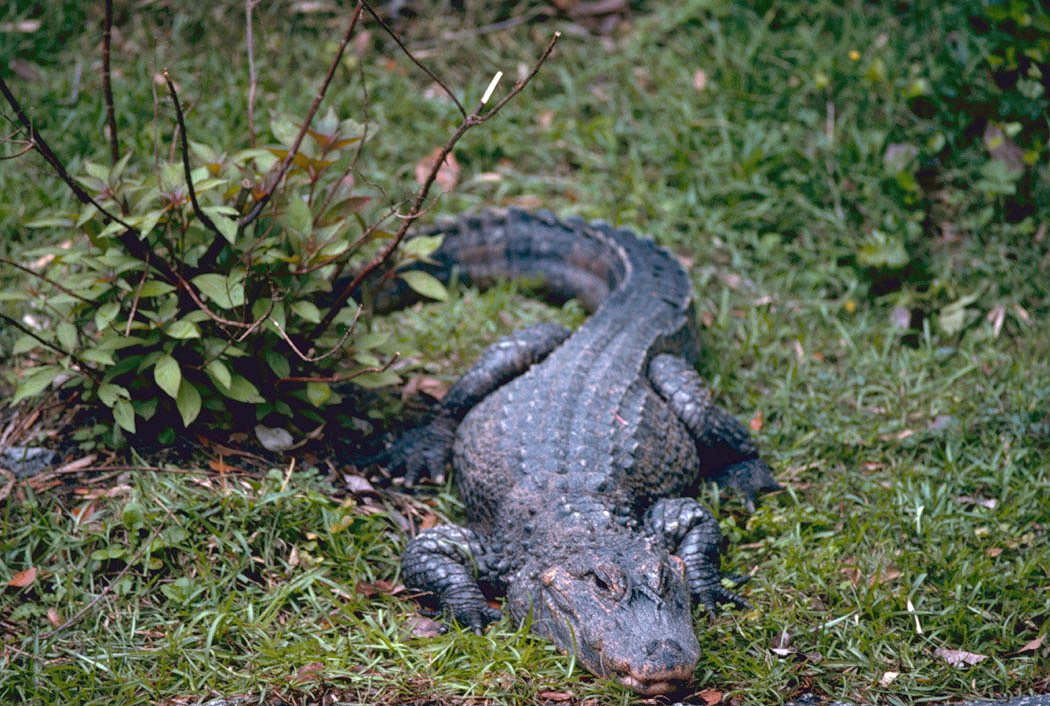
Aligator

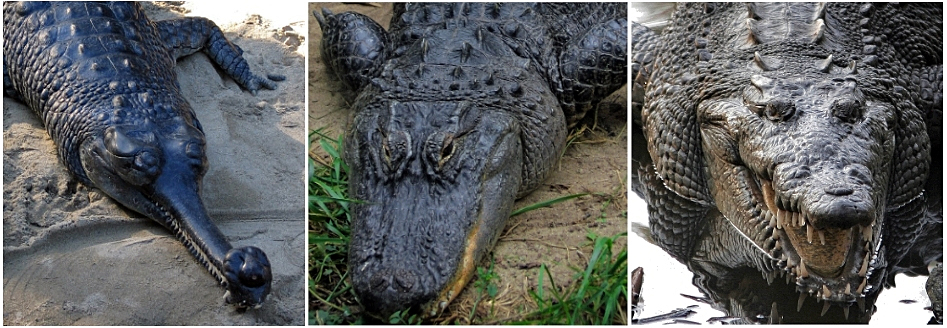
Cranii diferite de crocodili

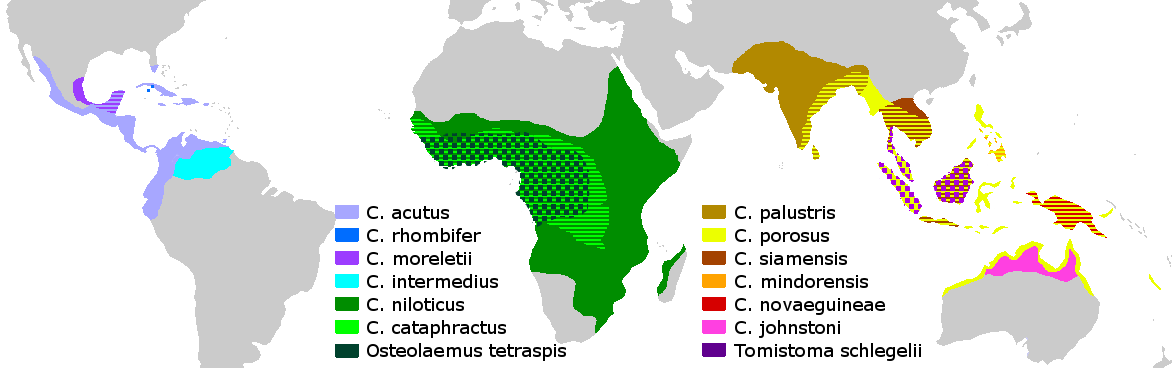
Distribuția geografică a crocodililor

Forma corpului crocodililor din prezent este adaptată la mediul de viață în care trăiesc: astfel corpul este turtit dorsoventral și se termină cu o coadă lățită și musculoasă care ajută la înot sau pe post de cârmă. Gura este largă, prevăzută cu o dentiție puternică de formă conică. Crocodilii au o lungime a corpului, în funcție de specie, între 1,20 și 7 m lungime. Au fost găsite, prin săpături, fosile de crocodili care aveau lungimea de 12 m. Aceste animale cresc toată viață, însă cu înaintarea în vârstă procesul de creștere devine mai lent, astfel încât crocodilii bătrâni cresc cu numai câțiva centimetri pe an.
Craniul crocodililor este alungit, ochii în timpul evoluției au ajuns să fie dispuși dorsal, iar la vârful botului se află orificiile ovale largi ale nărilor, care sunt legate de faringe astfel încât animalul să poată respira fără probleme chiar și cu gura plină. Botul crocodililor are lungimi diferite în funcție de modul de hrănire; astfel gavialul (Gavialis gangeticus) care se hrănește numai cu pește are un bot alungit și subțire.
Mărimea crocodililor variază considerabil de la specie la specie. Speciile din genul Osteolaemus au adulți de doar 1,5–1.9 metri, în timp ce Crocodylus porosus poate ajunge până la 7 metri în lungime și o greutate de 1000 kg. Alte câteva specii cresc până la 5,2 metri lungime și până la 900 kg greutate. Crocodilii prezintă un dimorfism sexual pronunțat, masculii crescând mult mai mari și mai rapid decât femelele. În pofida dimensiunilor  mari, crocodilii se nasc foarte mici, având circa 20 cm în lungime.
Nările și orificiile urechilor se închid în apă. Văzul îi ajută pe crocodili la depistarea hranei. Gura este largă, iar pe maxilare se află dinți conici, inegali, fixați în scobituri ale maxilarelor numite alveole.
Corpul este turtit dorso-ventral, acoperit cu plăci cărnoase, dublate de plăci osoase, nesudate între ele în regiunea dorsală. Coada este și ea comprimată lateral. Are 5 degete libere la membrele anterioare și 4 degete unite prin membrană la membrele posterioare. Ele servesc la deplasarea în apă și pe uscat. Iese pe uscat pentru a se odihni.
Crocodilul se hrănește cu animale acvatice și terestre. Atacă și oamenii din preajma lor.
Femelele depun ouă, protejate de o membrană, în nisip sau în gropi săpate în pământul afânat, păzindu-le până la eclozare. Când puii ies din ouă, femela vine și îi cară în gură până la apă, unde sunt mai în siguranță. Ea rămâne cu ei până când își pot purta singuri de grijă, dând dovadă de un instinct matern puternic.

## Taxonomie
În prezent, există 14 de specii de crocodili în viață, dintre care cele mai cunoscuți sunt: Crocodilul de apă dulce, Crocodilul de apă sărată și Crocodilul de Nil.
- Subfamilia Crocodylinae
  - Genul Crocodylus
    - Crocodylus acutus
    - Crocodylus cataphractus (studies in DNA and morphology suggest this species may be more basal than Crocodylus, so belongs in its own genus, Mecistops).[8]
    - Crocodylus intermedius
    - Crocodylus johnsoni
    - Crocodylus mindorensis
    - Crocodylus moreletii
    - Crocodylus niloticus
    - Crocodylus novaeguineae
    - Crocodylus palustris
    - Crocodylus porosus
    - Crocodylus rhombifer
    - Crocodylus siamensis
    - Crocodylus suchus

  - Genul Osteolaemus
    - Osteolaemus tetraspis, (Aici există o controversă că ar fi de fapt încă două specii; recent (2010) analize ADN indicau trei specii distincte: O. tetraspis, O. osborni și o a treia, nedenumită încă.)

  - Genul †Euthecodon
  - Genul †Rimasuchus (fostul Crocodylus lloydi)
  - Genul †Voay Brochu, 2007 (fostul Crocodylus robustus)

## Galerie de imagini

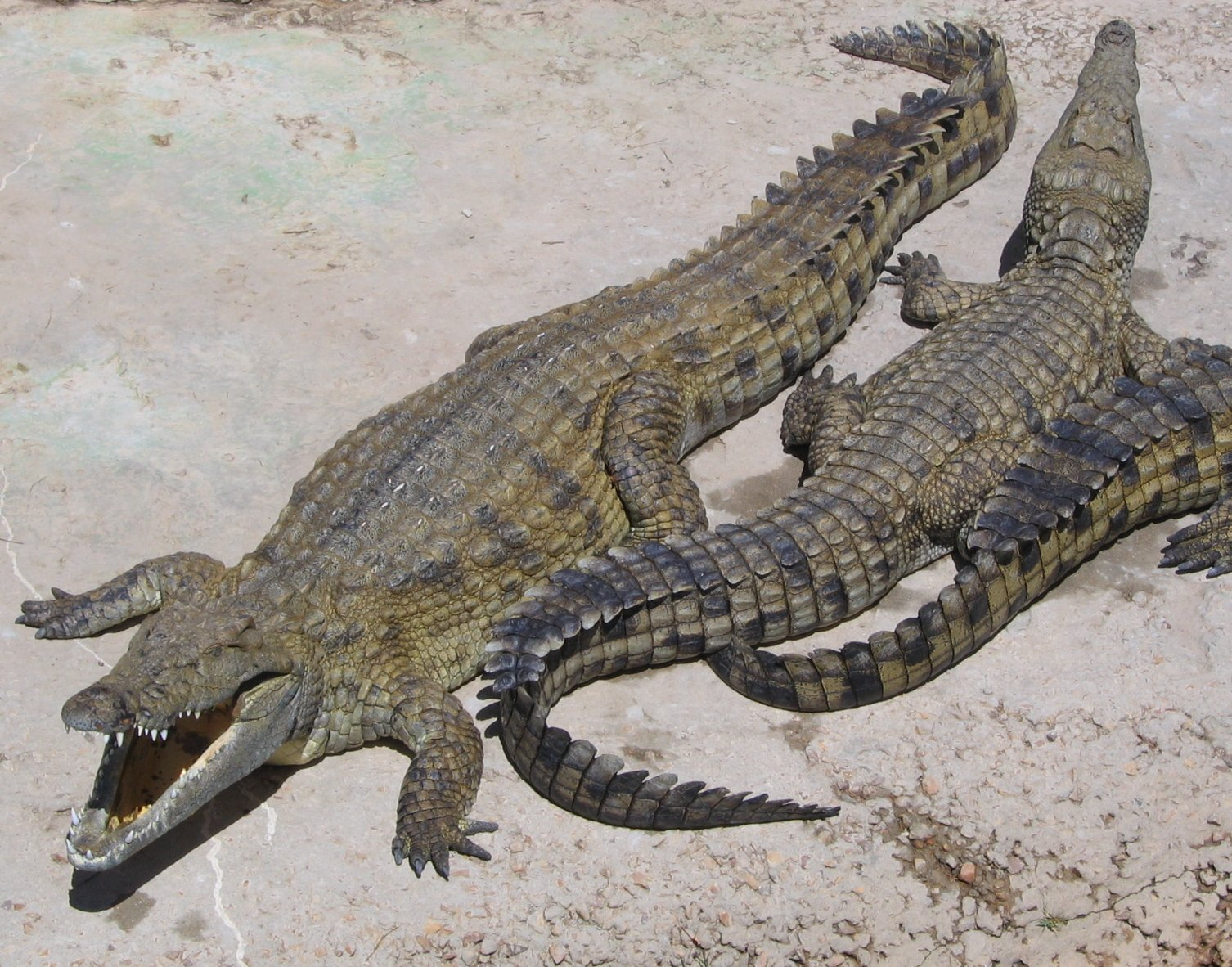
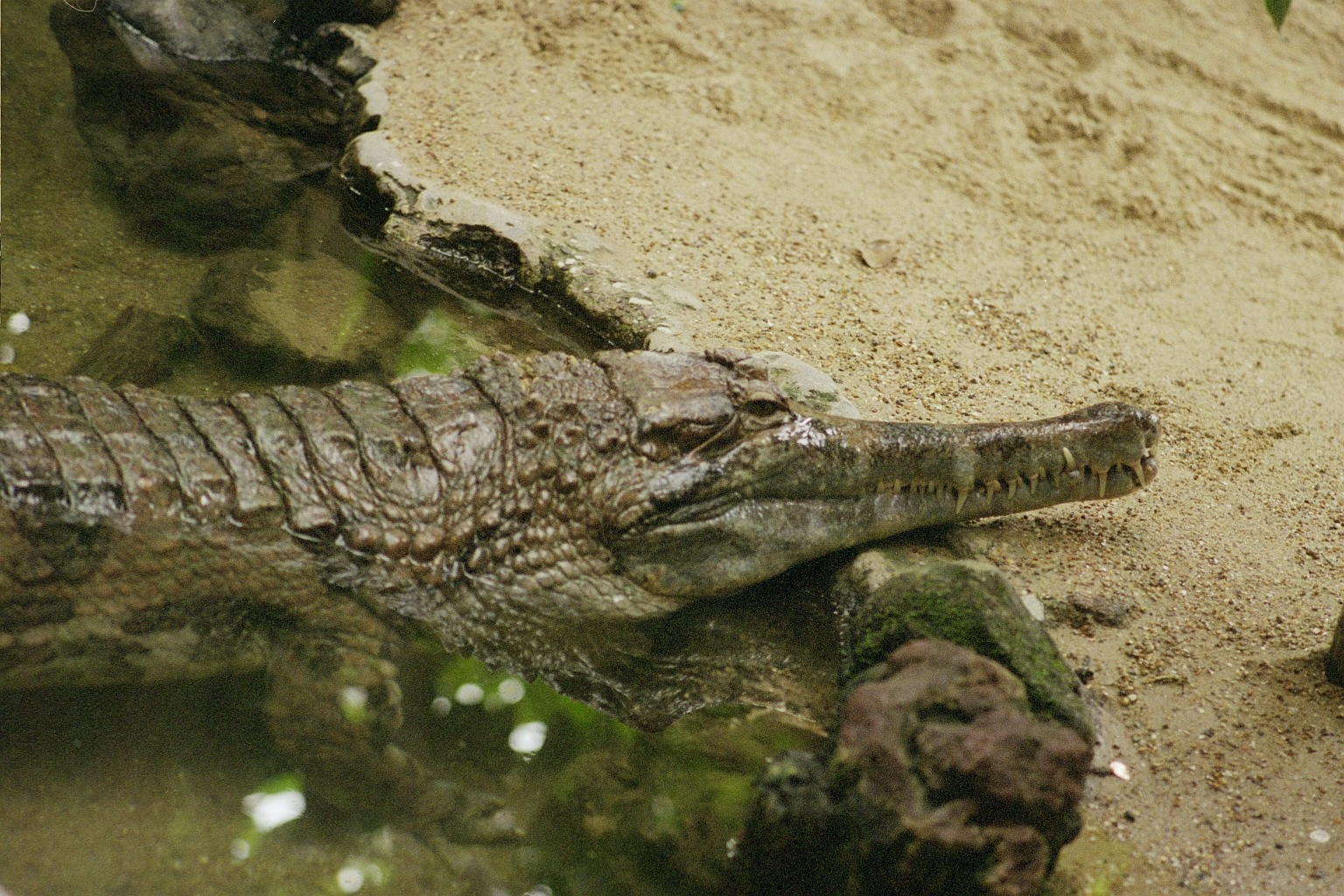
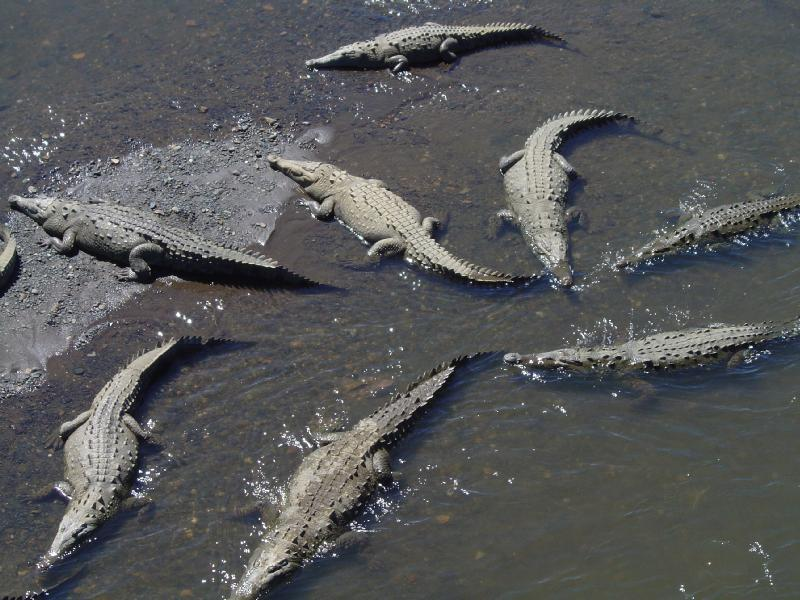
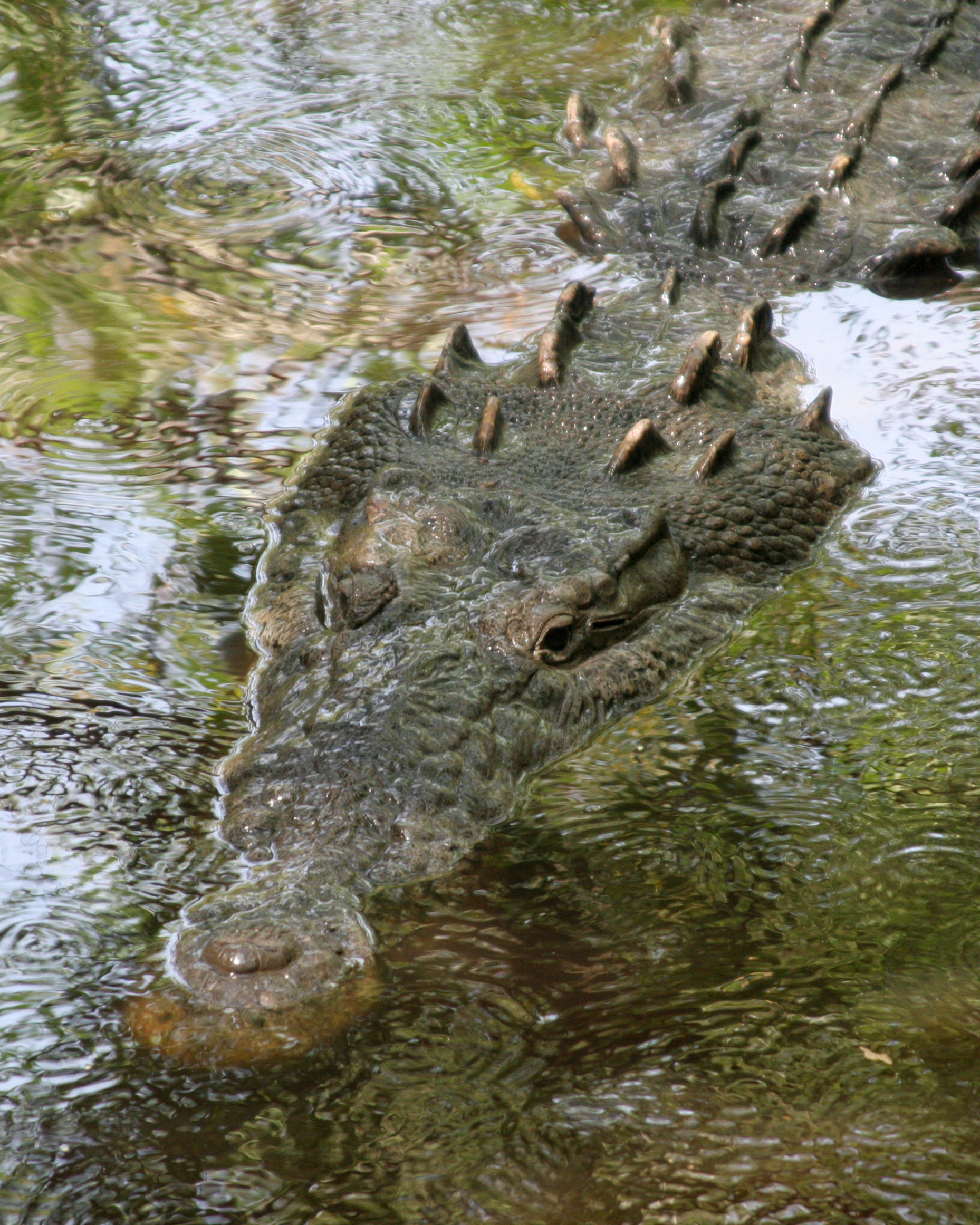